# География на Мозамбик
Мозамбик е държава в Югоизточна Африка, разположена край западния бряг на Мозамбикския проток на Индийския океан. На югозапад Мозамбик граничи с Република Южна Африка (дължина на границата – 491 km) и с Есватини (105 km), на запад – със Зимбабве (1231 km), на северозапад – със Замбия (419 km) и Малави (1569 km), а на север – с Танзания (756 km). Общата дължина на сухоземните граници (в т.ч. речни и езерни) е 34571 km. На изток има излаз на Индийския океан с дължина на бреговата ивица 2436 km. На север от град Мозамбик бреговата линия е силно разчленена от множество малки заливчета, като бреговете са скалисти и стръмни. Тук множеството коралови рифове и пясъчни островчета силно затрудняват корабоплаването. На юг бреговете са ниски, плоски, на места заблатени, като естествените пристанища са малко. Дължината на страната от север на юг е 2000 km, а ширината от запад на изток варира от 170 km в средата до 730 km на север. В тези си граници Мозамбик заема площ от 801 590 km². Населението към 1.1.2020 г. възлиза на 530 100 000 души. Столица е град Мапуто.
Територията на Мозамбик се простира между 10°28′ и 26°52′ ю.ш. и между 30°13′ и 40°50′ и.д. Крайните точки на страната са следните:
- крайна северна точка – 10°28′26″ ю. ш. 40°26′52″ и. д. / 10.473889° ю. ш. 40.447778° и. д., десен бряг на устието на река Рувума, на брега на Индийския океан.
- крайна южна точка – 26°52′06″ ю. ш. 32°41′43″ и. д. / 26.868333° ю. ш. 32.695278° и. д., на границата с РЮА.
- крайна западна точка – 15°05′17″ ю. ш. 30°12′58″ и. д. / 15.088056° ю. ш. 30.216111° и. д., на левия бряг на река Луангва (ляв приток на Замбези, на границата със Замбия.
- крайна източна точка – 14°32′40″ ю. ш. 40°50′21″ и. д. / 14.544444° ю. ш. 40.839167° и. д., на брега на Индийския океан.[2]

## Релеф
Северната част на страната се заема от равнините на Източноафриканското плато, стъпаловидно понижаващо се от запад на изток към тясната крайбрежна низина. Тук максималната височина е връх Намули (2419 m). На запад, между реките Замбези и Саве, по границата със Зимбабве се издига гребеновидният хребет Инянга с височини над 1000 m, връх Бинга (2436 m) е най-високата точка на Мозамбик. На юг от река Саве, по границите с РЮА и Есватини се издига вулканичната планина Лебомбо (височина до 801 m). Източно от планината Инянга се простира планинския масив Горонгоза (1856 m). Големи райони от източната част на Мозамбик се заемат от крайбрежната Мозабикска низина (ширина от 80 до 400 km), която е слабо хълмиста и на места заблатена.

## Геоложки строеж, полезни изкопаеми
Голяма част от територията на Мозамбик е изградена от долно- и горнопротерозойски метаморфни и гранитизирани скали от Мозамбикската система, които синхронизирано са развити по североизточния край на Родезийския масив и по десния бряг на река Замбези и са съставени от кварцити от системата Умкондо. Докамбрийският фундамент през късния палеозой е бил разбит от разломи на отделни блокове. Потъналите блокове съответстват на: падината Урема, продължаваща на юг в Източноафриканската рифтова зона, грабените Замбези, Лимпопо и Мозамбикската депресия. Локализираният в тях платформен чехъл е представен от горнокамбрийски тилити от системата Двайк, долнопермската въгленосна серия Ека, горнопермско-триаската чевеноцветна серия Бофорт, триасовите моласовидни, а след това водни седименти от серията Стремберг и базалтови лави, а също предимно юрски, кредни и кайнозойски морски наслаги. В Мозамбиската депресия, в южната част на страната мощността на последните превишава 3,5 km.
Най-важните полезни изкопаеми в Мозамбик са: въглища (общи запаси 700 млн. т), находищата на които са свързани със серията Ека (в басейна на река Замбези при град Тете, край езерото Малави и в долината на река Лимпопо), уранови и железни руди, асбест, фосфорити, слюда и злато, всички те привързани към докамбрийските скали. В източната част на страната са открити залежи на берилий, ниобий, тантал, литий, свързани с пегматитите. В района на град Тете има залежи на боксити.

## Климат
Климатът в северната част на Мозамбик е субекваториален, а в южната – тропичен, пасатен. Средната януарска (лятото) температура в Мозамбикската низина е от 26 до 30°С, средната юлска (зимата) – от 15 до 20°С. В платата на север и планините както зимните, така и летните температури са 3 – 5°С по-ниски. Годишната сума на валежите е от 750 – 1000 mm по платата на север и в южната част на Мозамбикската низина и до 1500 mm и повече в северните части на низината и по наветрените склонове на Източноафриканското плато, планините Инянга и Лебомбо.
| температура | януари | февуари | март  | април | май   | юни   | юли   | август | септември | октомври | ноември | декември |
| ----------- | ------ | ------- | ----- | ----- | ----- | ----- | ----- | ------ | --------- | -------- | ------- | -------- |
| минимална   | 23 °C  | 23 °C   | 22 °C | 20 °C | 17 °C | 14 °C | 14 °C | 15 °C  | 17 °C     | 19 °C    | 20 °C   | 22 °C    |
| максимална  | 31 °C  | 31 °C   | 30 °C | 29 °C | 27 °C | 26 °C | 25 °C | 26 °C  | 27 °C     | 28 °C    | 29 °C   | 30 °C    |

## Води, растителност, животински свят
Най-големите реки в Мозамбик са: Замбези (2574* km), Лимпопо (1750* km), Рувума (760* km), Саве (640* km), Лурио (605 km), Шире (402 km), Бузи (250* km). Всички те са пълноводни и плавателни за плитко газещи речни съдове в долните си течения. В пределите на страната попадат източните брегове на езерата Малави (29 604* km²), и Чиута (200* km²).
Растителността в северните платовидни райони е представена от редки саванни гори, в северните части на крайбрежната низина – от влажни савани, а на юг от река Замбези – от паркови савани. По бреговете на големите реки са развити вечнозелени галерийни гори с ценни дървесни видове (ебеново, желязно, розово и др.).
Животинският свят на страната е богат и разнообразен. Много от животните, които в другите части на Южна Африка обитават само резервати и национални паркове, в Мозамбик се срещат на свобода (африкански слон, антилопи, зебри, носорози, лъвове, леопарди, чакали, хиени и др.). В горите живеят маймуни. Има много видове змии, птици, насекоми, в т.ч. москити, комари, термити. Най-големият национален парк в Мозамбик е „Горонгоза“, разположен югоизточно от едноименния планинския масив.